# NGC 7362
NGC 7362 (другие обозначения — PGC 69602, UGC 12171, MCG 1-58-2, ZWG 405.3, NPM1G +08.0529) — эллиптическая галактика (E) в созвездии Пегас.
Этот объект входит в число перечисленных в оригинальной редакции «Нового общего каталога».